# Стеблянко Олександр Іванович

Стеблянко Олександр Іванович

Олександр Іванович Стеблянко (1896, Лебедин — 1977), композитор і фольклорист, народився 26 травня 1896 р в місті Лебедин Харківської губернії (зараз— Сумська область).

## Біографія
Народився в селянській сім'ї, закінчив церковнопарафіянську школу, співав у церковному хорі. Перші уроки музики набув від викладача співів О. І. Пінчука - керівника лебединського хору. З 1914 по 1918 роки навчався в Старобільській учительській гімназії.
Закінчив Харківський музично-драматичний інститут  (1926) по класу теорії та композиції у засл. професора Богатирьова С. С., де вчився  разом з майбутніми діячами українського мистецтва М. Колядою, А. Мейтусом , А. Штогаренком, Г. Тюменєвою.
З 1930 по 1934 — викладач теорії музики і гармонії в Харківському музичному технікумі.
В 1936— 1941 та з 1945 завідувач кабінету музичного фольклору і викладач народної творчості Харківської консерваторії. В 30-ті роки його приймають до Спілки композиторів України.
У травні 1943 вступає в ряди Червоної армії. На фронті був сапером. В березні 1944 повертається  в м. Лебедин після госпіталю і згодом повертається в консерваторію. Протягом багатьох років О.Стеблянко очолював Будинок народної творчості в м.Харкові  і свою мету вбачав у виявленні народних митців, носіїв фольклору. Збирав і досліджував народні пісні на Сумщині, Харківщині, Полтавщині, Донбасі, Чернігівщині, а згодом виявився майже єдиним збирачем  фольклору Східної України. Фольклориста цікавили процеси міграйії української пісні в інші регіони. Знайдені записи, зроблені Стеблянком на Кубані, Північному Кавказі, у Кабардино-Балкарії, Осетіяї та Карачаївськомукраї. Всього він зібрав більше 2 000 українських народних пісень.
А почався цей шлях  з Лебединщини. Перші пісні записав  від матері, сестер, від родички, талановитої співачки Марусі Гриценко, від родини Гмирі Б.Р. та від самого співака.
Олександр Іванович Стеблянко прожив вісімдесят років, шістдесят з них присвятив збиранню та обробці українських народних пісень.

## Твори
Твори для струнного квартету "Скерцо", "Анданте"(1925);  "Рондо"(1926);  "Фуґа"(1950);
На поезію Шевченка Т. Г відомий акапельнтий хор "Зацвіла в долині червона калина".
Для оркестру народних інструментів сюїта на теми українських народних пісень.
Романси й хорові пісні, обробки українських народних пісень, музика до спектаклів.

### Музикознавчі праці
- «Ладова структура і хроматизм укр. народні пісні» (1946).
- «Виконання народних пісень, ансамблів і народних хорів» (1952).

#### Видані збірки пісень, записаних О. Стеблянком А.
- Українські народні пісні, К., 1965.[4]
- Пісні Слобідської України. Вип. 2. Записи з Лебединщини / Збирацька робота, нотація О.Стеблянка.— Харків : Майдан.1998 — 200 с.: ноти, фото. — ISBN 966-7077-63-2